# Provincia Nan
Nan (în thailandeză น่าน, pronunție:  [nâːn]) este o provincie (changwat) din Thailanda. Situată în regiunea de Nord, provincia Nan are în componența sa 15 districte (amphoe), 99 de sub-districte (tambon) și 848 de sate (muban). 
Cu o populație de 475.675 de locuitori și o suprafață totală de 11.472,1 km2, Nan este a 56-a provincie din Thailanda ca mărime după numărul populației și a 13-a după mărimea suprafeței.